# Orthetrum caffrum
Orthetrum caffrum – gatunek ważki z rodziny ważkowatych (Libellulidae). Występuje w Afryce Subsaharyjskiej (od wschodniego Czadu, Sudanu i Etiopii na południe po RPA, także w Kamerunie i na Komorach) oraz w południowo-zachodniej części Półwyspu Arabskiego. Obecność w Erytrei, Somalii i na Madagaskarze nie została dotąd potwierdzona.
W RPA imago lata od października do końca marca. Długość ciała 40–41 mm. Długość tylnego skrzydła 28,5–29,5 mm.